# Barney Rachabane
Barney Joel Rachabane (* 1946 in Alexandra, Johannesburg; gestorben 13. November 2021) war ein südafrikanischer Jazzmusiker (Alt- und Sopransaxophon, Pennywhistle).

## Leben und Wirken
Rachabane erhielt erste Musikstunden als Instrumententräger für Zacks Nkosi und Kippie Moeketsi; während seiner Zeit im Ensemble des Musicals Isintu erhielt er im Dorkay House eine musikalische Formalausbildung. Erste Soloauftritte hatte er bei der Castle Lager Big Band von Chris McGregor (1963) und im Quartett von Early Mabuza (1964). Dann spielte er mit den Soul Giants sowie bei Tete Mbambisa und Zacks Nkosi. Mitte der 1970er Jahre gründete er mit Jabu Nkosi, Sipho Gumede, Duke Makasi, Dennis Mpale und Enoch Mtlelane die Fusionband Roots. Ab 1978 begleitete ihn die Band Afrozania. Durch seine Mitwirkung am Graceland-Album von Paul Simon wurde er 1982 international bekannt. Er arbeitete auch mit Abdullah Ibrahim (African Horns) sowie im Techno Bush-Projekt mit Hugh Masekela und war in Afrika mit dem Musical Buwa auf Tournee. Lange Jahre gehörte er auch zur Band Afro Cool Concept von Darius Brubeck. 2003 leitete Rachabane die National Youth Jazz Band von Südafrika. Auch arbeitete er mit Trompeter Bruce Cassidy und mit Allen Kwela zusammen und wirkte auf Victor Ntonis Album Mzansi Sings a Tribute to O. R. Tambo und auf Richard Holmes’ African Encounter mit.

## Diskographische Hinweise
- Special Ma-Ma (1975)
- Blow Barney Blow (1984)
- Barney's Way (1989)
- Europeans - Recurring Dreams (2005)